# Vallée d'Aoste Torrette
Le Vallée d'Aoste Torrette est un vin rouge italien de la région autonome Vallée d'Aoste doté d'une appellation DOC depuis le 30 juillet 1985. Seuls ont droit à la DOC les vins récoltés à l'intérieur de l'aire de production définie par le décret. Les vignobles autorisés se situent en Vallée d'Aoste dans les communes d’Aoste, Aymavilles, Charvensod, Gressan, Introd, Jovençan,  Quart,  Saint-Christophe, Sarre et Villeneuve.
Le vin rouge du Vallée d'Aoste Torrette répond à un cahier des charges moins exigeant que le Vallée d'Aoste Torrette supérieur, essentiellement en relation avec le titre alcoolique et le vieillissement.

## Caractéristiques organoleptiques
- couleur : rouge rubis vif  avec des reflets violacés
- odeur : fin, intense, vineux avec des arômes de roses sauvages
- saveur : sec, velouté, légèrement amer.

Le Vallée d'Aoste Torrette  se déguste à une température de 15 à 16 °C et il se gardera  2 – 4 ans. 

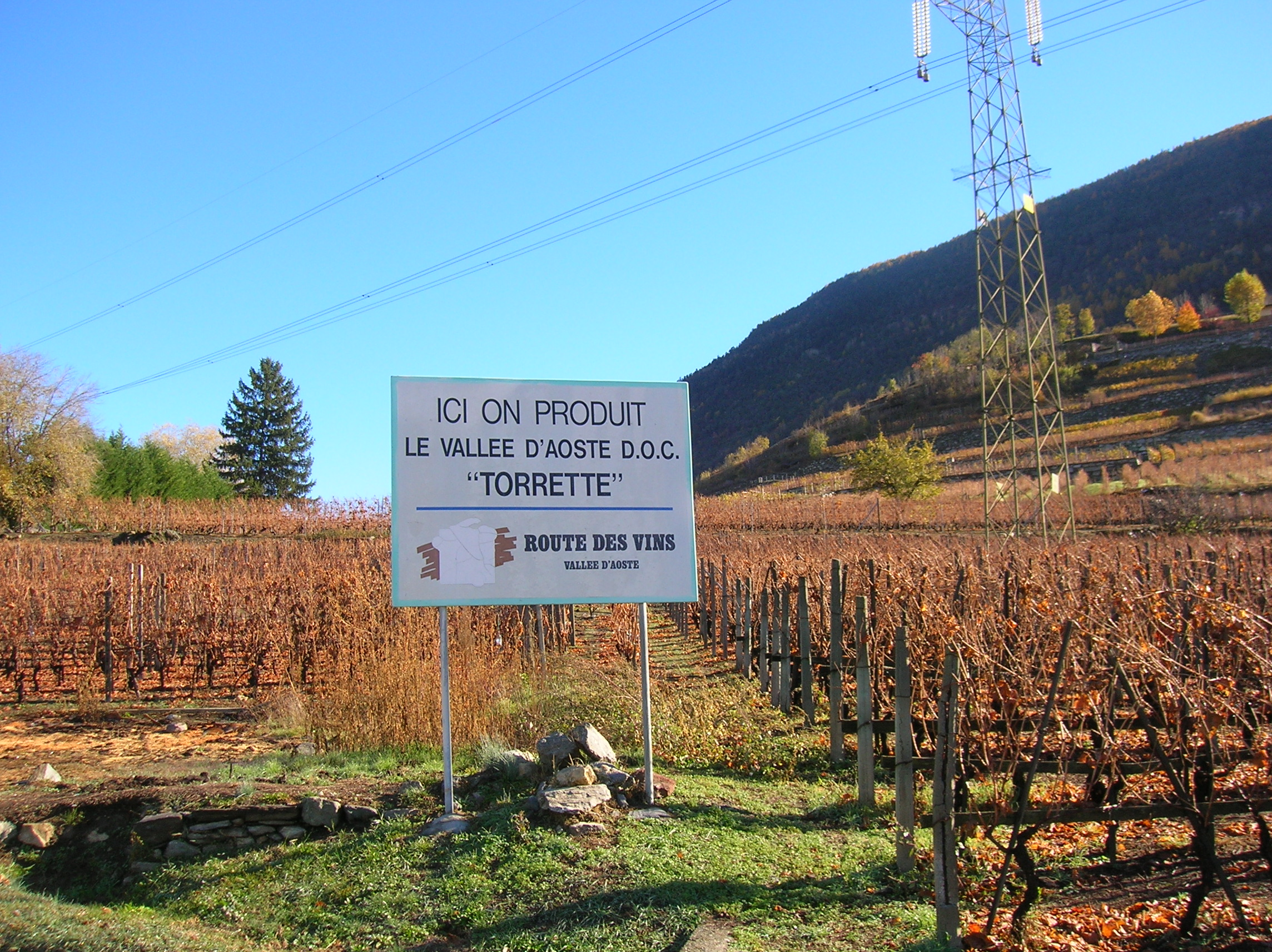
Zone de production du Vallée d'Aoste Torrette (à Aymavilles).

## Production
Province, saison, volume en hectolitres :
- pas de données disponibles